# Kistolmács
Kistolmács [kiš-tolmáč] (chorvatsky Tulmač) je obec v Maďarsku v župě Zala, spadající pod okres Letenye. Nachází se asi 8 km severovýchodně od Letenye, 48 km jihozápadně od Zalaegerszegu a asi 245 km jihozápadně od Budapešti. V roce 2023 zde žilo 163 obyvatel, z nichž většinu tvoří Maďaři.
Součástí obce je rovněž osada Tolmácsihegy. Protéká tudy potok Béci-patak (levostranný přítok řeky Mury), na němž se nachází bezejmenná vodní nádrž. Nachází se zde kaple Narození Panny Marie. Prochází tudy vedlejší silnice 7540.

## Sousední obce
| Růžice kompasu | Kiscsehi | Bázakerettye |           | Růžice kompasu |
| Růžice kompasu | Zajk     | Sever        | Borsfa    | Růžice kompasu |
| Růžice kompasu | Zajk     | Kistolmács   | Borsfa    | Růžice kompasu |
| Růžice kompasu | Zajk     | Jih          | Borsfa    | Růžice kompasu |
| Růžice kompasu | Letenye  |              | Becsehely | Růžice kompasu |